# 狩勝峠
狩勝峠（かりかちとうげ）は、北海道空知郡南富良野町と上川郡新得町の境界にある峠。道路の峠の標高は644m。峠の西側は石狩川水系、東側は十勝川水系で、日本海側と太平洋側の分水界である。

## 峠名の由来
1896年（明治29年）に北海道鉄道敷設法（鉄道敷設法）が制定され、北海道官設鉄道の鉄道敷設部長田辺朔郎がルート選定のために佐幌岳周辺を踏査した際に旧石狩国・旧十勝国から一文字ずつ取って「狩勝峠」と命名した。

## 鉄道
1907年（明治40年）に鉄道院（後の鉄道省→日本国有鉄道）十勝線の落合駅 - 帯広駅間が開通し、峠付近には狩勝信号場が設置された。落合駅 - 新得駅間は狩勝峠を超えることから「狩勝線」と呼ばれた。信号場から十勝寄りには狩勝隧道（狩勝トンネル、延長954 m）があり、トンネルを抜けると眼下に雄大な十勝平野が一望できることから「日本三大車窓」の1つとされ、1927年（昭和2年）には「日本新八景」にも選定された。
1951年（昭和26年）にはレールの切断による急行まりもの機関車と炭水車（テンダー）が脱線したまりも号脱線事件が起こる。
狩勝線区間は急こう配などによる過酷な運転条件や厳しい気象条件に見舞われたため、1966年（昭和41年）に勾配を緩和した新狩勝トンネルを経由する新線に切り替えた。トンネル内には上落合信号場が設置されており、1981年から2024年までは根室本線と石勝線の分岐点となっていた（2024年3月限りで根室本線の落合駅との間が廃止され、信号場から新得駅の間は石勝線単独の区間となった）。
廃止となった狩勝線の一部区間（新内駅 - 新得駅間）は、1979年（昭和54年）まで脱線事故や車両火災事故などの実験線（狩勝実験線）として使用された。
新内駅跡周辺には旧狩勝線ミュージアム（資料館）などがあり、2005年（平成17年）には新得山スキー場脇のSL広場から新内駅跡を経て旧狩勝トンネルに至る約17kmが旧狩勝線フットパスとして整備された。沿道にある鉄道施設の遺構は土木学会選奨土木遺産に選定されているものもある。
| 根室本線旧線跡からの狩勝峠付近の眺望。 日本三大車窓の一つ。（2015年4月） |  | 根室本線旧線跡の一部は道として整備され、説明看板等が設置されている。（2015年4月） |  | 旧狩勝隧道跡（2015年4月） |
| 根室本線旧線跡からの狩勝峠付近の眺望。 日本三大車窓の一つ。（2015年4月） |  | 根室本線旧線跡の一部は道として整備され、説明看板等が設置されている。（2015年4月） |  | 旧狩勝隧道跡（2015年4月） |

## 道路
日高山脈越えで最初に誕生した道路であり、江戸時代には十勝街道として存在していた。現ルートは1931年（昭和6年）に開削され、1934年（昭和9年）「一般国道札幌根室線」に昇格、1952年（昭和27年）国道38号に指定された。
道央と道東を結ぶ路線としては、最短ルートである国道274号（日勝峠）が利用されることが多いが、気象条件や走行環境がより厳しい日勝峠を回避するために狩勝峠が利用される場合もある。
峠は大雪～富良野～十勝間に命名された北海道ガーデン街道のルートにもなっている。
2007年（平成19年）に道東自動車道（道東道）トマムIC - 十勝清水IC間が開通し、狩勝第一トンネルが貫通している。トンネル内の標高626mは、北海道内の高速道路最高地点となっている。
2011年（平成23年）には道東道が道央圏まで直結された。

## 周辺
新得側中腹には宿泊施設・ゴルフ場・アクティビティ施設が集積したサホロリゾートや、旧狩勝線ミュージアム（資料館）、牧場、キャンプ場などのアウトドア施設がある。
- 狩勝峠展望台
- 天望閣あくつ（ドライブイン）閉鎖